# Universitat Oberta d'Israel

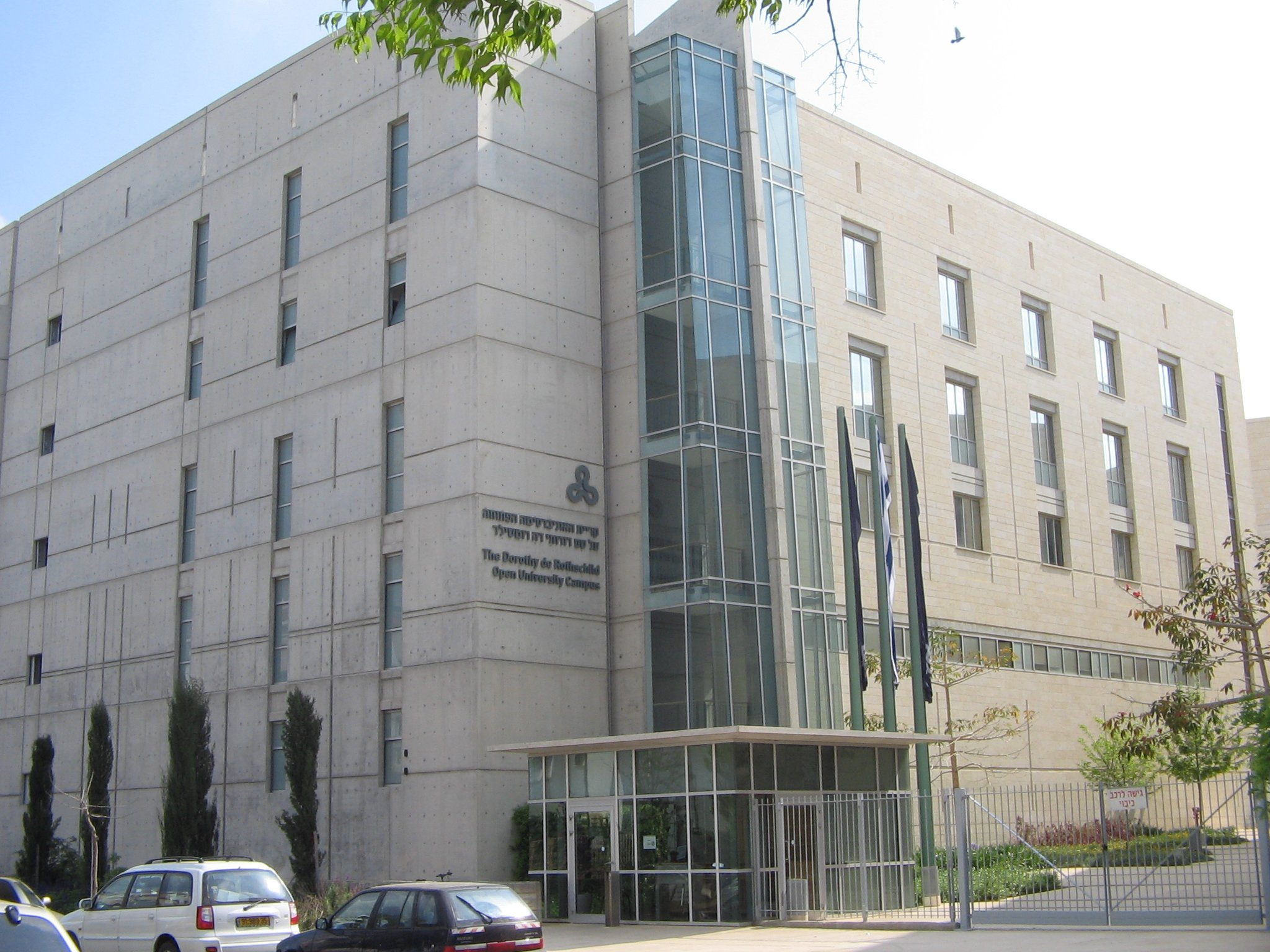
Campus de la Universitat Oberta d'Israel.

La Universitat Oberta d'Israel (en hebreu: האוניברסיטה הפתוחה) és una universitat d'aprenentatge a distància a Israel. Va ser planejada el 1971, va ser modelada a partir de la Universitat Oberta del Regne Unit. El primer semestre d'estudis va començar el 17 d'octubre de 1976. En 1980, la Universitat Oberta va ser oficialment reconeguda com un institut d'ensenyament superior a Israel, i li va ser concedit el dret d'oferir el títol de grau. El 1982, 41 alumnes van rebre diplomes en la primera cerimònia d'atribució de diplomes d'aquesta institució. Des de llavors, la universitat ha seguit creixent. El 1987 tenia 11.000 alumnes i 180 cursos. El 1993 tenia 20.000 alumnes, 300 cursos i 405 nous graduats. El 2002 tenia 36.710 alumnes matriculats. Des de la seva fundació, fins a l'any 2003, més de 13.000 persones s'havien graduat a la universitat. El 1995, la universitat també va començar un programa de màster. No ofereix títols de doctorat.